# Linksmakalnis
Linksmakalnis (ryska: Линксмакалнис) är en ort i Litauen.   Den ligger i länet Kaunas län, i den centrala delen av landet, 90 km väster om huvudstaden Vilnius. Linksmakalnis ligger 66 meter över havet och antalet invånare är 817.
Terrängen runt Linksmakalnis är platt. Runt Linksmakalnis är det ganska glesbefolkat, med 35 invånare per kvadratkilometer. Närmaste större samhälle är Kaunas, 15,9 km norr om Linksmakalnis. Omgivningarna runt Linksmakalnis är en mosaik av jordbruksmark och naturlig växtlighet.